# جی کاکس
جی کاکس (انگلیسی: Jay Cocks؛ زادهٔ ۱۲ ژانویهٔ ۱۹۴۴) یک منتقد فیلم و فیلم‌نامه‌نویس اهل ایالات متحده آمریکا است. وی از کالج کنیون فارغ‌التحصیل شده‌است.

## بخشی از فیلم‌شناسی
- سکوت (۲۰۱۶)
- عصر معصومیت (۱۹۹۳)
- دار و دسته‌های نیویورکی (۲۰۰۲)